# Christophe Manin
Christophe Manin (Saint-Marcellin, 12 luglio 1966) è un ex ciclista su strada francese, professionista dal settembre 1989 al 1995.
Fu medaglia di bronzo ai Campionati del mondo dilettanti del 1989 nella prova in linea, mentre nel 1990 fu terzo ai Campionati francesi sempre nella prova in linea.

## Palmares
- 1987 (Dilettanti, una vittoria)

Troyes-Dijon
- 1988 (Dilettanti, una vittoria)

2ª tappa Critérium du Dauphiné Libére
- 1989 (Dilettanti, sei vittorie)

Prix de Vougy
5ª tappa Tour Nivernais-Morvan
Classifica generale Tour Nivernais-Morvan
2ª tappa Giro delle Regioni (Avezzano > Spoleto)
3ª tappa Giro delle Regioni (Spoleto > Appignano)
Classifica generale Giro delle Regioni

### Altri successi
- 1989 (Dilettanti, due vittorie)

Classifica a punti Giro delle Regioni
Grand Prix de Villapourçon (criterium)

## Piazzamenti

### Grande giro
- Giro d'Italia

1990: 104º
1993: 92º
- Tour de France

1992: 105º
1994: 64º
- Vuelta a España

1991: 46º

### Classiche monumento
- Milano-Sanremo

1992: 159º
1993: 159º
- Liegi-Bastogne-Liegi

1994: 44º
- Giro di Lombardia

1991: 103º

### Competizioni mondiali
- Campionati del mondo

Chambéry 1989 - In linea Dilettanti: 3º